# Deux frères
Deux frères es una película francesa dirigida por Jean-Jacques Annaud y estrenada en el año 2004

## Sinopsis
En las ruinas de un templo olvidado siglos atrás, en el corazón de la selva del sureste asiático, dos tigres hermanos crecen jugando vigilados por sus progenitores. Uno era tímido y dulce y el otro valiente y atrevido. Pero la llegada de un cazador, dispuesto a saquear el templo, cambiará el destino para siempre. El valiente se convierte en estrella de circo con el nombre de Kumal y el tímido, destinado a ser conocido como Sangah, pasa de ser el querido compañero del hijo del administrador colonial a ser un regalo para un príncipe que le enseñará a pelear. En la madurez vuelven a encontrarse en la arena del príncipe, donde deberán enfrentarse, cara a cara y luego de reencontrarse deberán idear un plan unidos para escapar del cautiverio y regresar a su verdadero hogar en la jungla.

## Reparto
- Guy Pearce: Aidan McRory
- Jean-Claude Dreyfus: Señor Normandin
- Philippine Leroy-Beaulieu: Mathilde Normandin
- Freddie Highmore: Raoul Normandin
- Moussa Maaskri: Saladin
- Vincent Scarito: Zerbino
- Mai Anh Le: Nai Rea
- Stéphanie Lagarde: Paulette
- Jaran Phetjareon: El jefe de la aldea

## Argumento
En lo profundo del corazón de la selva del Sureste de Asia a principios del siglo XX, nacen dos tigres, llamados luego Kumal y Sangha, entre las ruinas de un templo olvidado. Ellos crecen rodeados por estatuas derruidas cubiertas de musgo, bajo la protectora mirada de su madre, la Tigresa, y de su padre, el Gran Tigre. Herederos absolutos del trono, Kumal y Sangha estaban destinados a reinar sobre sus dominios. 
A miles de millas de distancia, la pasión por los tesoros ancestrales dominaba el mundo occidental, creando un mercado insaciable por las estatuas que adornan los templos y llevando cazadores de fortuna a la selva, decididos a apoderarse de sus riquezas. Uno de esos hombres es Aidan McRory (Guy Pearce), un romántico aventurero famoso por escribir libros sobre sus cacerías. Luego de reunir un grupo de nativos locales para que lo asistan, Aidan viola el santuario de los tigres y se ve obligado a matar al Gran Tigre cuando él ataca a un miembro de su grupo. 
Aunque Sangha logra escapar con su madre, Kumal es capturado por Aidan, quien inmediatamente simpatiza con el cachorro. Su oportunidad de convertirse en amigos termina cuando Aidan es encarcelado por saquear las estatuas y Kumal es vendido a un circo. Motivado por sus propias ambiciones, Eugene Normandin (Jean-Claude Dreyfuss), el gobernador francés de la región, libera a Aidan y lo convence para que encabece un grupo de cacería para el príncipe local (Oanh Nyguen).  Kumal es infeliz en el circo, a pesar de los intentos del domador Zerbino (Vincent Scarito) y la estrella del circo Saladin (Moussa Maaskri), él rehúsa comer y comienza a deteriorarse. Mientras que Zerbino simpatiza con Kumal, Saladin recurre a medidas enérgicas para hacer que el tigre obedezca. A regañadientes, Kumal realiza los trucos que le han enseñado rugiendo y saltando a través de aros de fuego. 
El grupo de cazadores del príncipe queda sorprendido cuando la Tigresa, a quien piensan el príncipe ha matado, escapa con únicamente una herida de bala en la oreja, mientras que Raoul (Freddie Highmore), el hijo de Normandin, encuentra a Sangha escondido en una cueva. Cuando Normandin y su esposa Matilde (Philippine LeRoy-Beaulieu) deciden llevar el cachorro a su casa, Raoul queda encantando con su nuevo compañero de juegos. Pero su perro mascota no está feliz de compartir su reino y provoca incesantemente al cachorro. Cuando Sangha finalmente se defiende, los resultados son desastrosos y la familia se ve obligada a entregarlo a los hombres del príncipe. Allí, el entrenador real decide doblegar el espíritu del cachorro y convertirlo en un luchador para exhibiciones. 
Un año después, para entretener al príncipe y a Paulette (Stephanie Lagarde), su nueva prometida, se planea un combate en la arena real entre el tigre del príncipe y el tigre de un circo cercano. Ahora totalmente desarrollados, Kumal y Sangha se enfrentarán en un combate mortal pero cuando los dos hermanos se reconocen, poco después ruedan por el suelo, saltan y realizan juegos de su infancia.  Escapan de la arena y celebran su libertad haciendo numerosas travesuras creando pánico en el mercado, invadiendo casas y subiendo sobre un autobús. 
El gobernador ofrece una recompensa por los tigres bandidos y persuade a Aidan para que encabece la búsqueda y captura. Los cazadores rodean a Sangha y Kumal y prenden una serie de matorrales para impedir que los tigres escapen. Cuando los dos tigres se acercan al lugar donde nacieron y su amado templo, quedan atrapados por una muralla de fuego. Kumal, ahora un experto en saltar a través de las llamas, le muestra a su hermano la única vía de escape. 
Raoul y Aidan le dicen adiós a Kumal y Sangha. Los dos hermanos regresan a su reino, reunidos con la Tigresa, para vivir libres en el esplendor de la jungla y el templo olvidado.